# OFK Mladost Donja Gorica
Omladinski fudbalski klub "Mladost Donja Gorica" (OFK Mladost Donja Gorica; OFK Mladost DG; Mladost Donja Gorica, sponzorski naziv OFK Mladost Lob.bet) je nogometni klub iz Podgorice, Crna Gora. 
 
U sezoni 2023./24. klub se natječe u Prvoj crnogorskoj nogometnoj ligi. 

## O klubu
OFK Mladost Donja Gorica je osnovan u ljeto 2019. godine.
 
Djeluje u jugozapadnom dijelu Podgorice pod nazivom Donja Gorica. Od osnivanja je djelovao u partnerstvu s klubom FK "Podgorica" (koji je do 2019. godine djelovao pod imenom OFK Mladost 1970 , odnosno Mladost Lješkopolje), čiji su mlađi igrači igrali za OFK Mladost DG, ali je suradnja nakon nekoliko godina prekinuta. 
 
U sezonama 2019./20. i 2020./21. se natjecao u 3. crnogojskoj ligi – Regija centar, koju je oba puta osvojio, te u sezoni 2021./22. postaje članom Druge crnogorske lige, koju osvaja u sezoni 2022./23. i postaje članom Prve crnogorske lige (1. CFL).

## Stadion
OFK Mladost DG igra na stadionu DG Arena, koji koristi i FK "Podgorica".  

## Uspjesi
Druga crnogorska liga
- prvaci: 2022./23.

Treća crnogorska liga – Centar / Srednja regija
- prvaci: 2019./20., 2020./21.

Kup Srednje regije / Regije Centar
- pobjednik: 2019.

## Pregled plasmana po sezonama
| sezona                                | rang lige                             | liga                                  | dio                                   | poz.                                  | klubova u ligi                        | ut                                    | pob                                   | ner                                   | por                                   | gol+                                  | gol-                                  | bod                                   | napomene                                                    | izvori                                |
| OFK Mladost Donja Gorica / Mladost DG | OFK Mladost Donja Gorica / Mladost DG | OFK Mladost Donja Gorica / Mladost DG | OFK Mladost Donja Gorica / Mladost DG | OFK Mladost Donja Gorica / Mladost DG | OFK Mladost Donja Gorica / Mladost DG | OFK Mladost Donja Gorica / Mladost DG | OFK Mladost Donja Gorica / Mladost DG | OFK Mladost Donja Gorica / Mladost DG | OFK Mladost Donja Gorica / Mladost DG | OFK Mladost Donja Gorica / Mladost DG | OFK Mladost Donja Gorica / Mladost DG | OFK Mladost Donja Gorica / Mladost DG | OFK Mladost Donja Gorica / Mladost DG                       | OFK Mladost Donja Gorica / Mladost DG |
| ------------------------------------- | ------------------------------------- | ------------------------------------- | ------------------------------------- | ------------------------------------- | ------------------------------------- | ------------------------------------- | ------------------------------------- | ------------------------------------- | ------------------------------------- | ------------------------------------- | ------------------------------------- | ------------------------------------- | ----------------------------------------------------------- | ------------------------------------- |
| 2019./20.                             | III.                                  | 3. crnogorska liga – Centar           |                                       | 1.                                    | 10                                    | 17                                    | 15                                    | 2                                     | 0                                     | 64                                    | 13                                    | 47                                    | prekinuto radi pandemije COVID-19 u kvalifikacije za 2. CFL | [ 5 ] [ 6 ] [ 7 ]                     |
| 2019./20.                             | III.                                  | Kvalifikacije za 2. ligu              |                                       | 3.                                    | 3                                     | 2                                     | 0                                     | 1                                     | 1                                     | 0                                     | 3                                     | 1                                     | igrano jednokružno                                          | [ 5 ] [ 6 ] [ 7 ]                     |
| 2020./21.                             | III.                                  | 3. crnogorska liga – Centar           |                                       | 1.                                    | 13                                    | 24                                    | 23                                    | 0                                     | 1                                     | 73                                    | 7                                     | 69                                    | u kvalifikacije za 2. CFL                                   | [ 8 ] [ 9 ]                           |
| 2020./21.                             | III.                                  | Kvalifikacije za 2. ligu              |                                       | 1.                                    | 3                                     | 2                                     | 2                                     | 0                                     | 0                                     | 8                                     | 0                                     | 6                                     | igrano jednokružno                                          | [ 8 ] [ 9 ]                           |
| 2021./22.                             | II.                                   | 2. crnogorska liga                    |                                       | 3.                                    | 10                                    | 36                                    | 17                                    | 11                                    | 8                                     | 51                                    | 36                                    | 62                                    | u kvalifikacije za 1. CFL                                   | [ 10 ] [ 11 ]                         |
| 2022./23.                             | II.                                   | 2. crnogorska liga                    |                                       | 1.                                    | 9 (10)                                | 32                                    | 16                                    | 6                                     | 10                                    | 38                                    | 38                                    | 53 (-1)                               |                                                             | [ 12 ]                                |
| 2023./24.                             | I.                                    | 1. crnogorska liga                    |                                       |                                       | 10                                    |                                       |                                       |                                       |                                       |                                       |                                       |                                       |                                                             |                                       |
|                                       |                                       |                                       |                                       |                                       |                                       |                                       |                                       |                                       |                                       |                                       |                                       |                                       |                                                             |                                       |
|                                       |                                       |                                       |                                       |                                       |                                       |                                       |                                       |                                       |                                       |                                       |                                       |                                       |                                                             |                                       |

## Vanjske poveznice
- ofk_mladost_dg_lobbet / OFK Mladost Donja Gorica, instagram stranica
- srbijasport.net, Mladost – Donja Gorica
- srbijasport.net, OFK Mladost DG – Podgorica
- sportdc.net, Mladost DG – Podgorica
- (engl.) int.soccerway.com, FK Mladost Donja Gorica
- (engl.) worldfootball.net, OFK Mladost Donja Gorica
- (engl.) sofascore.com, Mladost DG
- (engl.) tipsscore.com, Mladost DG  Arhivirana inačica izvorne stranice od 18. prosinca 2023. (Wayback Machine)
- rezultati.com, Mladost DG
- (engl.) transfermarkt.com, FK Mladost Donja Gorica
- (engl.) futbol24.com, Mladost Donja Gorica
- fudbal91.com, Mladost Donja Gorica
- cg-fudbal.com
- vijesti.me, OFK Mladost Lob.bet